# Švedska vatra
Švedska vatra ili Švedska peć izvor je topline i svjetlosti iz vertikalno gorećeg drveta koje gori polako iznutra prema van. Postala je poznata u Europi tijekom tridesetogodišnjeg rata. 
U usporedbi s logorskom vatrama ima prednost kompaktnosti kojom se omogućuje više izvora topline. Međutim napor za pripremu drva je veći.
Potrebno je deblo promjera otprilike 25-60 centimetara duljine od oko 50 do 150 centimetara. Jedan kraj debla trebao bi biti ravno odrezan kako bi moglo samostalno ravno stajati.
Ovisno o veličini i duljini drva gori između dva i pet sati. 

## Povijest
Prema predaji tijekom tridesetogodišnjeg rata Šveđani su rabili užarene trupce. Prednost je da postrojbe nisu morale nositi sa sobom drvo za ogrjev i mogli su se opskrbiti svugdje s obzirom da čak i svježe odsječeno drvo može gorjeti na taj način. 
Najbolje vrste drva su smolasto mekana drva: smreka, jela i bor. 
Drvo ne bi trebalo biti previše suho, jer u suprotnom brzo izgara.

## Vanjske poveznice
- razne varijante
- Kako se radi Švedska peć  Arhivirana inačica izvorne stranice od 15. siječnja 2018. (Wayback Machine)